# Sete alegrias de Maria
As Sete alegrias da Virgem é uma forma popular de devoção à Virgem Maria relacionada aos eventos felizes de sua vida.

## Sete alegrias
As sete alegrias aparecem frequentemente na arte e literatura devocionais da Idade Média e são geralmente:
- Anunciação
- Visita à sua prima santa Isabel
- Nascimento de Nosso Senhor
- Adoração dos Reis Magos
- Encontro do menino Jesus no Templo
- Ressurreição de Nosso Senhor
- Assunção e Coroação como Rainha dos Céus e da Terra

Outras versões alternativas existem e geralmente incluem a Visitação e Jesus encontrado no Templo - como, por exemplo, na forma franciscana do Rosário conhecida como "coroa franciscana", que faz uso das sete alegrias, mas omite a Ascensão e o Pentecostes. Na arte, a Assunção por vezes substituiu ou é combinada com a Coroação, especialmente a partir do século XV; a partir do século XVII, se tornou a norma. Assim como outros conjuntos de cenas, as diferentes implicações práticas das representações nos diferentes meios, como pintura, entalhes em marfim, dramas litúrgicos e música, levaram à criação de diferentes convenções em cada meio, influenciadas também por outros fatores, como a localização geográfica e o patrocínio das diferentes ordens religiosas.
Mais conhecido, existe um outro conjunto de cenas representando as sete dores da Virgem e ambos influenciaram a seleção das cenas nos populares ciclos sobre a Vida da Virgem na arte cristã.

## Desenvolvimento
Originalmente se contavam apenas cinco alegrias da Virgem. Posteriormente, o número cresceu para sete, nove e até mesmo quinze na literatura medieval, embora sete tenha sido sempre o número mais popular e os demais são raramente vistos na arte. As cinco alegrias de Maria foram mencionadas no poema do século XIV "Sir Gauvain e o Cavaleiro Verde" como uma fonte para a força de Gauvain, um dos cavaleiros do ciclo arturiano.
A devoção às sete alegrias de Maria era especialmente popular na Inglaterra antes da Reforma Protestante. O escritor francês Antoine de la Sale criou uma sátira chamada Les Quinze Joies de Mariage ("As Quinze Alegrias do Casamento") por volta de 1462, que parodiava a forma da popular litania Les Quinze Joies de Notre Dame ("As Quinze Alegrias de Nossa Senhora").